# 普門寺信号場

構内配線図　A:上諏訪　B:茅野

普門寺信号場（ふもんじしんごうじょう）は、長野県諏訪市大字四賀にある、東日本旅客鉄道（JR東日本）中央本線の信号場である。
東京駅から続いた複線区間は、この信号場を境に岡谷駅まで単線区間となる。他の中央東線の単線区間は辰野支線があるのみである。

## 歴史
- 1970年（昭和45年）9月2日：開設[1]。

## 構造
茅野駅より上諏訪駅方向に約3.7 kmにある信号場。茅野駅方が複線、上諏訪駅方が単線の複線始終端形信号場である。
本信号場は両開きポイントであるため、通過時は上下列車とも75 km/hの速度制限を受ける。

## 周辺
- 諏訪中央自動車学校
- 国道20号
- 第2甲州街道踏切
- 足長神社

## 隣の施設
東日本旅客鉄道（JR東日本）
 中央本線
茅野駅 (CO 56) - （普門寺信号場） - 上諏訪駅 (CO 57)